# Улуборлу
Улуборлу (тур. Uluborlu) — город и район в провинции Ыспарта (Турция). Ранее — Созополис.

## История
Люди жили в этих местах с древнейших времён. Впоследствии город входил в состав разных государств; в XVI веке он попал в состав Османской империи.